# Lytocarpia normani
Lytocarpia normani is een hydroïdpoliep uit de familie Aglaopheniidae. De poliep komt uit het geslacht Lytocarpia. Lytocarpia normani werd in 1900 voor het eerst wetenschappelijk beschreven door Nutting. 